# Rivière des Grandes Bergeronnes
La rivière des Grandes Bergeronnes coule vers le sud, sur la rive nord du fleuve Saint-Laurent, dans la municipalité Les Bergeronnes, dans la municipalité régionale de comté (MRC) de La Haute-Côte-Nord dans la région administrative de la Côte-Nord, au Québec, au Canada.

## Géographie
Le bassin versant de la rivière des Grandes Bergeronnes est desservi notamment par la route 138 qui la traverse dans la partie ouest du village de Grandes-Bergeronnes. La rue de la Mer (sens nord-sud) qui traverse le village  plus ou moins en parallèle au cours de la rivière (du côté est), se rend jusqu'à la pointe à John en passant près du terrain d'aviation de Grandes-Bergeronnes. Cette pointe est située à l'embouchure de la rivière et domine la batture à Théophile qui s'étend sur la rive nord-ouest du fleuve Saint-Laurent de cap de Bon-Désir (au nord-est) jusqu'à la baie des Petites Bergeronnes.

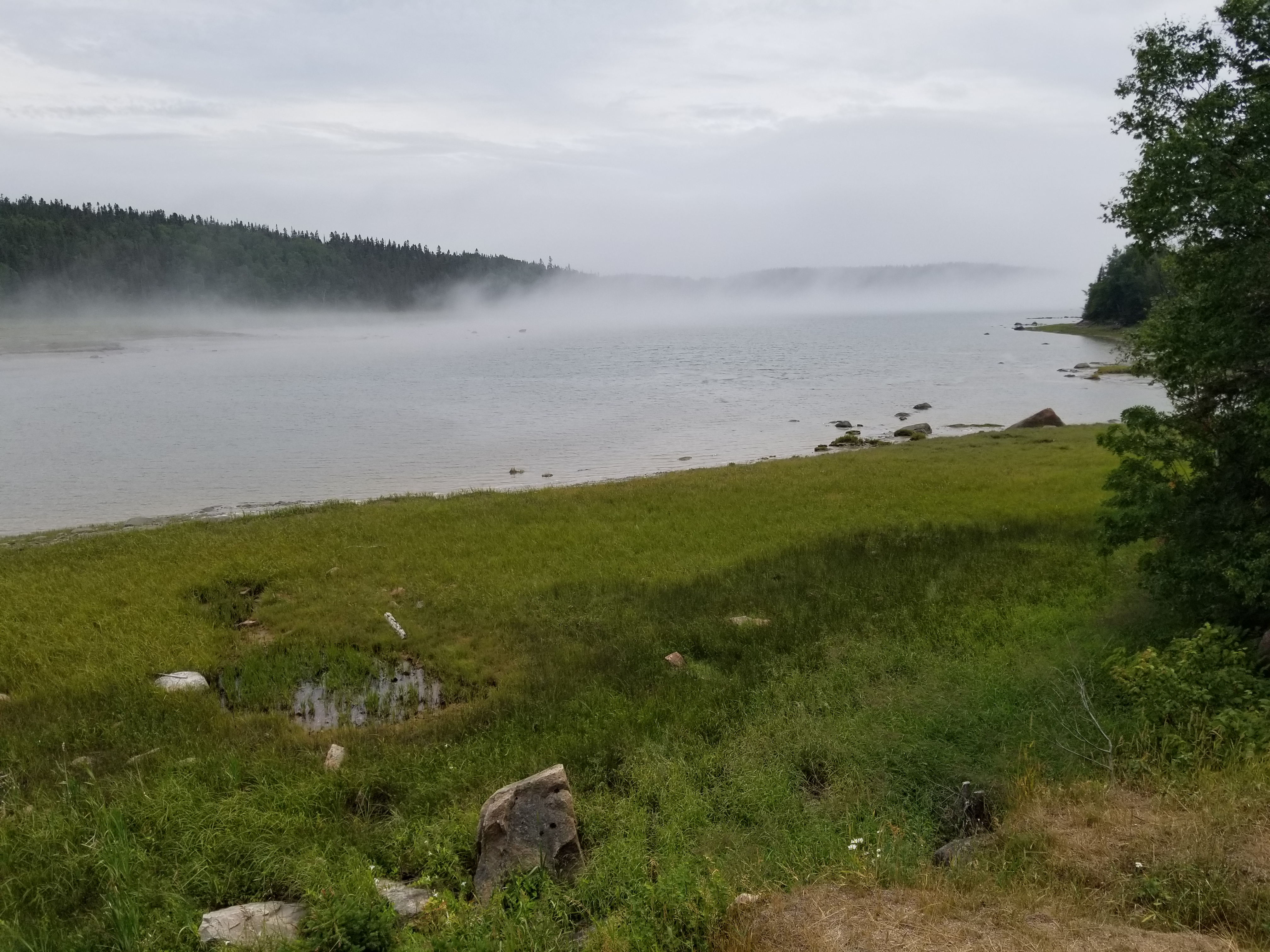
Vue de la baie des Grandes Bergeronnes à partir de la route 138 dans le secteur Grandes-Bergeronnes.

La rivière des Grandes Bergeronnes prend sa source à la confluence de la rivière Beaulieu et de la rivière du Bas de Soie. Cette confluence est située du côté nord du village des Grandes-Bergeronnes, à 1,4 km au nord-est de l'embouchure de la rivière, correspondant à la pointe de la rive est marquant l'entrée de l'Anse de Foin ou à 2,0 km au nord-est de la limite habituelle de la zone de grès. À partir de la confluence de ces deux rivières, le cours de la rivière des Grandes Bergeronnes coule au total sur 1,6 km. Le premier segment est de 0,2 km coulant vers le sud-ouest en zone résidentielle jusqu'à la route 138.
Après avoir coupé la route 138, la rivière des Grandes Bergeronnes coule sur 1,4 km vers le sud jusqu'à son embouchure ; dans ce segment, le cours de la rivière passe du côté ouest du village Grandes-Bergeronnes notamment en traversant sur 0,9 km l'anse de Foin (soit la partie nord de la baie des Grandes Bergeronnes), dans l'estuaire du Saint-Laurent aux Bergeronnes. En traversant cette baie à marée basse, le courant coule vers le sud sur le grès jusqu'à 1,7 km. L'entrée de la baie des Grandes Bergeronnes comporte une largeur de 0,6 km.

## Toponymie
Le toponyme Rivière des Grandes Bergeronnes a été officialisé le 4 avril 1982 à la Banque des noms de lieux de la Commission de toponymie du Québec.